# Лоретка
Лоретка (фр. lorette) — молода чарівна дівчина вільних поглядів або повія. Неологізм, який створений у 1840-х роках французьким літератором і журналістом Л. В. Нестором Рокпланом (1804–1870) за аналогією до паризького кварталу Нотр Дам ле Лоретт. Образ лоретки був дуже популярним і знайшов відображення в альбомах графіка Гаварні Поля.

## У літературі
Лоретка як явище згадується у творі французького письменника Гюстав Флобер (Виховання почуттів).